# Typ 63A (Panzer)
Der Typ 63A (andere Bezeichnung: ZTS-63A) ist ein leichter Schwimmpanzer, der in den 1990er-Jahren in die Volksbefreiungsarmee eingeführt wurde und eine wesentliche Weiterentwicklung des Typ 63 aus dem Jahr 1963.

## Entwicklungsgeschichte
Die Volksbefreiungsarmee hat seit 1963 den leichten Schwimmpanzer Typ 63 eingeführt, der zwar als leichter Amphibienpanzer problemlos Flüsse und stehende Gewässer überqueren konnte, aber im Meer nur bedingt zu verwenden ist. Hinsichtlich der außenpolitischen Spannungen zwischen Taiwan und der Volksrepublik China sollte ein seetauglicher Panzer entwickelt werden, der mehrere Kilometer vor der Küste von Landungsschiffen abgesetzt werden kann und aus eigener Kraft zuverlässig Küstengebiete erreichen können soll. Mit einer relativ starken Bewaffnung soll ein derartiger Schwimmpanzer Landziele und befestigte Ziele wie Bunker wirkungsvoll bekämpfen können. Für die derzeitigen Kampfpanzer Taiwans, hauptsächlich M-48 und M-60, soll der Typ 63A ein ernstzunehmender Gegner sein. Im Rahmen der Entwicklungsarbeiten durch den chinesischen Rüstungskonzern Norinco wurde im Vergleich zum veralteten Typ 63 auf folgende Kriterien besonderes Augenmerk gelegt:
1. Verbesserte Fahreigenschaften in küstenferneren Meeresregionen
2. Verbesserter Turm mit einer stärkeren 105-mm-Kanone
3. Deutlich erhöhte Geschwindigkeit im Wasser (ermöglicht durch einen leistungsstärkeren Motor)
4. Einbau einer moderneren Feuerleitanlage mit Nachtsichtgeräten
5. Start von Panzerabwehrraketen aus der Hauptrohrwaffe

In den späten 1990er-Jahren erfolgte der Abschluss der Entwicklungsarbeiten, 1997 schließlich die Einführung in die Volksbefreiungsarmee. Insgesamt sollen bis in die 2000er-Jahre über 600 Typ 63A in Dienst gestellt worden sein, wobei die Anzahl sukzessive zugunsten des modernsten chinesischen Amphibienpanzers Typ 05/ZTD-05 abnimmt, welcher in naher Zukunft den Typ 63A gänzliche ersetzen soll.

## Bewaffnung
Als Hauptbewaffnung diente eine 105-mm-Kanone, welche von der Kampfwagenkanone der Kampfpanzer Typ 59D and Typ 88 abgeleitet ist. Es können APFSDS-, HE- und HEAT-Geschosse verfeuert werden. Schießtests zeigten, dass die APFSDS-Munition 500 mm Stahl in einer Entfernung von 2000 Metern durchschlagen können. Der Munitionsvorrat beträgt insgesamt 45 Granaten.
Außerdem ist achsparallel ein 7,62-mm-Maschinengewehr eingebaut und ein schweres 12,7-mm-Maschinengewehr befindet sich auf dem Turm an der Kommandantenluke, das der Flugabwehr dient. Für den Selbstschutz ist eine Nebelmittelwurfanlage mit jeweils einer Viererreihe Wurfbechern an der linken und rechten Turmfront montiert. Die Hauptwaffe ist während des Schwimmens nur bedingt einsatzbereit, da trotz der kreiselstabilisierten Waffenanlage treffsicheres Schießen durch den Wellengang nicht gewährleistet werden kann. Folglich können durch die 105-mm-Kanone Panzerabwehrraketen Rohrraketen des Typs 9M117 (oder ein entsprechender chinesischer Nachbau) verschossen werden. Diese im SACLOS-Verfahren ins Ziel gesteuerte Rohrrakete hat eine maximale Reichweite von 4000 bis 5000 Metern und soll hohe Trefferwahrscheinlichkeiten erreichen können. Neben statischen und beweglichen Landzielen sollen sogar Hubschrauber bekämpft werden können.

## Antrieb
Angetrieben wird der 22-Tonnen-Panzer durch einen flüssigkeitsgekühlten 427-kW-Dieselmotor mit Turboaufladung, mit dem 75 km/h auf der Straße erreicht werden können. Das Laufwerk des Typ 63A ist ein drehstabgefedertes Laufrollenlaufwerk mit sechs einteiligen Laufrollen pro Seite. Die Antriebsräder befinden sich am Heck, die Leiträder am Bug des Fahrzeuges. Im Wasser wurden zwei Wasserstrahlantriebe zugeschaltet, mit denen Höchstgeschwindigkeiten von 28 km/h erreicht werden können, natürlich abhängig vom Wellengang. Am Bug des Panzers befindet sich ein hydraulisch hochklappbares Schwallbrett, das insbesondere bei Wasserfahrten angehoben werden muss.

## Nutzer
- Volksrepublik China: Unbekannte Anzahl im Einsatz, z. B. bei der 73. Heeresgruppe der Volksbefreiungsarmee.[6]
- Tansania: 24 Typ 63A im Jahr 2012 bestellt und im Jahr 2013 erhalten.[7]